# Opius exiloides
Opius exiloides är en stekelart som beskrevs av Fischer 1989. Opius exiloides ingår i släktet Opius och familjen bracksteklar. Inga underarter finns listade i Catalogue of Life.